# Lawn Dogs – Heimliche Freunde
Lawn Dogs – Heimliche Freunde ist ein britischer Film von John Duigan, gedreht im Jahr 1997 in den USA.

## Handlung
Die zehnjährige herzkranke Devon wächst wohlbehütet in einer typischen amerikanischen Vorstadt auf, in der alles auf den ersten Blick glänzt und tadellos ist. Die Vorgärten sind frisch gemäht, wofür Trent, ein junger Mann aus ärmlichen Verhältnissen, sorgt. Devon und Trent freunden sich an. Trent verbirgt die Freundschaft zu dem Mädchen vor den Bewohnern der Siedlung, weil er weitere Diskriminierungen fürchtet. Auch Devon weiß um den Argwohn und das Misstrauen der Vorstadtbürger.
Bei dem letzten gemeinsamen Ausflug fährt Trent einen Hund an. Dieser wird so schwer verletzt, dass Trent ihn erschlägt. Von dieser Brutalität enttäuscht, erzählt Devon ihren Eltern von der nun beendeten Freundschaft zu Trent. Devons Vater und weitere Bewohner der Siedlung suchen Trent und schlagen ihn zusammen. Devon schießt aus Angst um Trents Leben einen der Angreifer an. Trent befürchtet, dass ihm die Tat zur Last gelegt wird und flieht. Devon erzählt, wie sich ein Märchenheld vor der Verfolgung einer Hexe schützt. Dieses wird mit entsprechenden Bildern von Trents Flucht unterlegt.

## Kritik
Lexikon des internationalen Films: Eine romantische Außenseiter-Komödie, die in einer traumwandlerisch sicher entwickelten Balance aus Märchen, Thriller und Komödie das weitgehend originelle Porträt einer (spieß-)bürgerlichen Gesellschaft entwickelt, die hinter der vordergründigen Wohlanständigkeit die eigene Gefühlskälte zu kaschieren versucht. Beeindruckend auch die Darsteller sowie die einfallsreiche Kameraarbeit.

## Auszeichnungen
- Goldener Rabe für John Duigan, Brussels International Fantastic Film Festival, 1998
- Bester Schauspieler, Sam Rockwell, Sitges Festival Internacional de Cinema de Catalunya, 1998
- Bestes Drehbuch, Naomi Wallace, Sitges Festival Internacional de Cinema de Catalunya, 1998
- Bester Schauspieler, Sam Rockwell, Montréal World Film Festival, 1997
- Zuschauerpreis als Bester Film beim Stockholm International Film Festival, 1997 und beim Athener Film Festival 1997.